# Уберсторф
Уберсторф (нім. Ueberstorf) — громада  в Швейцарії в кантоні Фрібур, округ Зензе.

## Географія
Громада розташована на відстані близько 14 км на південний захід від Берна, 15 км на північний схід від Фрібура.
Уберсторф має площу 16,1 км², з яких на 7,4% дозволяється будівництво (житлове та будівництво доріг), 72,8% використовуються в сільськогосподарських цілях, 18,5% зайнято лісами, 1,3% не є продуктивними (річки, льодовики або гори).

## Демографія
2019 року в громаді мешкало 2379 осіб (+0,5% порівняно з 2010 роком), іноземців було 4,2%. Густота населення становила 148 осіб/км².
За віковим діапазоном населення розподілялося таким чином: 19,7% — особи молодші 20 років, 59,6% — особи у віці 20—64 років, 20,7% — особи у віці 65 років та старші. Було 1031 помешкань (у середньому 2,3 особи в помешканні).
Із загальної кількості 493 працюючих 135 було зайнятих в первинному секторі, 105 — в обробній промисловості, 253 — в галузі послуг.